# Tell It to the Bees
Pour plus de détails, voir Fiche technique et Distribution.
Tell It to the Bees (littéralement « dis-le aux abeilles ») est un film américain réalisé par Annabel Jankel, sorti en 2018,,,,,,, et adapté d'un roman de la Britannique Fiona Shaw.

## Synopsis
Dans une petite ville britannique durant les années 1950, une femme médecin, le Dr. Jean Markham, développe une relation intime avec la mère de son jeune patient, à qui elle transmet sa passion pour les abeilles.

## Fiche technique
- Titre original : Tell It to the Bees
- Réalisation : Annabel Jankel
- Scénario : Henrietta Ashworth, Jessica Ashworth, d'après le roman Tell It to the Bees de Fiona Shaw (Dis-le aux abeilles[9], éditions Dans L'Engrenage, 2014, pour la traduction française)
- Photographie : Bartosz Nalazek
- Montage : Jon Harris, Maya Maffioli
- Musique : Claire M Singer
- Production : Annabel Jankel, Daisy Allsop, Nik Bower, Nick Hill
- Sociétés de production : Reliance Entertainment Productions 8, Archface Films, Cayenne Film
- Sociétés de distribution :
- Pays d'origine :  États-Unis
- Langue originale : anglais
- Lieu de tournage : Écosse, Royaume-Uni
- Format : couleur
- Genre : Drame, romance saphique
- Durée : 106 minutes (1 h 46)
- Dates de sortie :
  - Canada : 9 septembre 2018 au Festival international du film de Toronto
  - Suisse : 30 septembre 2018 au Festival du film de Zurich

## Distribution
| |  |  |
| Les actrices principales Anna Paquin et Holliday Grainger à la première du film au Festival international du film de Toronto 2018. |  |  |

- Anna Paquin : Dr. Jean Markham
- Holliday Grainger : Lydia Weekes
- Gregor Selkirk : Charlie Weekes
- Emun Elliott : Robert Weekes
- Kate Dickie : Pam Stock
- Lauren Lyle : Annie Stock
- Steven Robertson : Jim
- Joanne Gallagher : Mrs. Bewick
- Isaac Jenkins : Tim Bewick
- Rebecca Hanssen : Irene

## Production
Le tournage débute en août 2017 en Écosse.